# Wells
Wells es una pequeña ciudad catedralicia, con rango de city, y parroquia civil situada en el distrito de Mendip, Somerset, Inglaterra, en el extremo meridional de las colinas de Mendip.
Su topónimo procede de los tres pozos (en inglés wells) dedicados a San Andrés, uno sobre el mercado y los otros dos dentro de los confines del palacio episcopal (Bishop's Palace) y la catedral. Durante la Edad Media, se creía que estos pozos tenían propiedades curativas.
Su principal monumento es su catedral. La ciudad tiene una población de 10.406 habitantes (según censo de 2001).
En el cementerio de Portway (Wells), yace Lionel W. Newell (1885-1908), exjugador de fútbol del Club Atlético Newell's Old Boys (Rosario, Argentina).